# دستورالعمل چارچوب آب
دستورالعمل چارچوب آب 2000/60/EC یک دستورالعمل اتحادیه اروپا است که کشورهای عضو اتحادیه اروپا را متعهد می‌کند که تا سال ۲۰۱۵ به وضعیت کیفی و کمی همه آب‌ها (از جمله آب‌های دریایی تا یک مایل دریایی از ساحل) دست یابند. این یک چارچوب است به این معنا که به جای اتخاذ رویکرد ارزش حدی سنتی‌تر، مراحلی را برای رسیدن به هدف مشترک تجویز می‌کند. هدف این دستورالعمل برای «وضعیت خوب» برای همه پیکره‌های آبی محقق نخواهد شد، زیرا ۴۷ درصد از آب‌های اتحادیه اروپا تحت پوشش این دستورالعمل، نتوانسته‌اند به هدف دست یابند.